# 間違いだらけの女磨き
『間違いだらけの女磨き』（まちがいだらけのおんなみがき）は、1987年1月8日から同年3月19日まで、フジテレビ系列の「ナショナル木曜劇場」（当時。毎週木曜日22:00 - 22:54）の枠で放送されたテレビドラマ。全11話。

## 概要
1985年に放送された「間違いだらけの夫選び」の“姉妹版”とされている。「夫選び」で共演し意気投合した、三田村邦彦、中井貴恵、中条静夫らが脚本の松原敏春らスタッフに直談判した結果、本作の制作が決まったということで、主演の市毛良枝ら「夫選び」の出演者、スタッフが再集結した。『宮崎市に本社があるタイル会社「宮崎タイル」の東京支店とその社宅が主な舞台のラブコメディーで、社宅が主な舞台という設定は「夫選び」と共通している。
水野綾子は宮崎タイル東京支店勤務の嘱託社員。別れた夫の野口達也は同じ会社の宮崎本社勤務。綾子には安井良平、達也には島本ゆきという婚約者がそれぞれ居る。ある時、東京支店の新店長として池永弘が宮崎から赴任して来ることになった。池永は赴任前に再婚相手の真弓と宮崎で結婚式を挙げることになり、綾子はかつて池永に仲人を頼んだというつながりでその式に出席することになった。しかし宮崎は綾子にとって離婚のきっかけになった地でもあり、心中は複雑だった。そしてその宮崎で、綾子は達也と5年ぶりに再会。しかしお互いに婚約者が居るとあって、顔を合わせてもぎこちない所があった。後に達也が東京支社転勤となり、社宅が空いていないために達也は良平の部屋に同居。後にゆきも達也を追うように上京して来る。思いがけず、綾子は元夫と同じ敷地の中で暮らすようになり、今の婚約者との間で困惑し、運命の糸は再びもつれるようになる。 

## キャスト
- 水野綾子（35歳）：市毛良枝
- 野口達也：三田村邦彦
- 島本ゆき：中井貴恵
達也の婚約者。第5話で、池永の許可をもらった上で、綾子の部屋を拠点としてピザの宅配業を始め、そのリーダーに就く。
- 安井良平：角野卓造
宮崎タイル東京支店主任。綾子の婚約者。自分の社宅の部屋に、宮崎から転勤してきた達也を住まわせる。
- 池永弘（54歳）：中条静夫
宮崎タイル東京支店長。再婚相手が23歳年下ということもあって、強精剤が手放せない。
- 池永真弓（31歳）：佳那晃子
弘の再婚相手。
- 大林知子（哲の妻）：山口美也子
- 小宮光枝：大森暁美
前支店長夫人。第7話で弘の昔の恋人だったことが明らかになる。
- 大林哲：せんだみつお
宮崎タイル東京支店部長。ゴマすり部長と言われている。
- 三浦文夫：田所完一
宮崎タイル東京支店課長。
- 三浦順子：田島令子
文夫の妻で、文夫にとって再婚相手。
- 千代：三島ゆり子
- 太一：市川勇
- 美保：南条玲子
- まりや：水木リエ
- 花王おさむ
- 酒井敏也
- 中野みゆき

## スタッフ
- 脚本：松原敏春 （全話担当）
- 演出：牛窪正弘、阿部久
- 制作：フジテレビ

イメージソング
- 三田村邦彦『In My Loneliness〜哀しみの部屋〜』 （作詞：竜真知子　作曲：黒住憲五　編曲：佐藤準　日本コロムビア）

オープニング＆エンディングテーマ曲
　・ジョルジュ・ビゼー『カルメン』第１組曲から「トレアドール」

## サブタイトル
| 話数 | 放送日        | サブタイトル         | 演出     |
| ---- | ------------- | -------------------- | -------- |
| 1    | 1987年1月8日  | （サブタイトル無し） | 牛窪正弘 |
| 2    | 1987年1月15日 | 風雲! 四角関係城     | 牛窪正弘 |
| 3    | 1987年1月22日 | 珍災は忘れた頃に     | 牛窪正弘 |
| 4    | 1987年1月29日 | 大胆! 婚約者交換     | 阿部久   |
| 5    | 1987年2月5日  | 別居発車オーライ     | 阿部久   |
| 6    | 1987年2月12日 | ハクション大魔王     | 牛窪正弘 |
| 7    | 1987年2月19日 | 天然記念物が恋敵     | 牛窪正弘 |
| 8    | 1987年2月26日 | 愛の破局へ一直線     | 阿部久   |
| 9    | 1987年3月5日  | 悪い女? 悪い男?      | 阿部久   |
| 10   | 1987年3月12日 | 何が何でも結婚式     | 牛窪正弘 |
| 11   | 1987年3月19日 | 愛の混浴温泉旅       | 牛窪正弘 |

## 放送局
特筆の無い限り全て同時ネット。
- フジテレビ（制作局）
- 富山テレビ[3]
- 石川テレビ[3]
- 福井テレビ[3]